# Jan van Houwelingen
Jan van Houwelingen (Heesselt, Neerijnen, 12 de gener de 1955) va ser un ciclista neerlandès, que fou professional entre 1979 i 1987. El seu èxit més important fou el Campionat del Món en contrarellotge per equips de 1978.
El seu germà Adri també fou ciclista professional.

## Palmarès
- 1974
  - 1r a la Ronda van Midden-Nederland
- 1976
  - Vencedor d'una etapa de l'Olympia's Tour
- 1978
  -  Campió del món en contrarellotge per equips (amb Bert Oosterbosch, Guus Bierings i Bart van Est)
  - Vencedor d'una etapa de la Volta a Holanda del Nord
- 1984
  - Vencedor d'una etapa de la Volta a Suècia

### Resultats al Tour de França
- 1981. Abandona (11a etapa)
- 1982. 99è de la classificació general
- 1983. 80è de la classificació general
- 1985. 104è de la classificació general

### Resultats a la Volta a Espanya
- 1979. 55è de la classificació general. Vencedor d'una etapa

### Resultats al Giro d'Itàlia
- 1980. Fora de control